# Lục Xuyên
Lục Xuyên (chữ Hán giản thể: 陆川县, bính âm:, Lùchuān Xiàn, âm Hán Việt: Lục Xuyên huyện) là một huyện thuộc địa cấp thị Ngọc Lâm, khu tự trị dân tộc Choang Quảng Tây, Cộng hòa Nhân dân Trung Hoa. Huyện Lục Xuyên có diện tích 1.551 km², dân số năm 2002 là 880.000 người. Về mặt hành chính, huyện này được chia ra các đơn vị hành chính gồm 11 trấn và 3 hương.

## Phân chia hành chính
Lục Xuyên chia thành 14 trấn:
- Trấn: Ôn Tuyền, Đại Kiều, Ô Thạch, Than Diện, Lương Điền, Thanh Hồ, Cổ Thành, Hoành Sơn, Sa Hồ, Sa Pha, Mễ Tràng, Mã Pha, San La, Bình Lạc.